# جاکومو جیرتو
جاکومو جیرتو (انگلیسی: Giacomo Giretto) بازیکن سابق تیم ملی والیبال ایتالیا که در قهرمانی جهان ۱۹۹۴ یونان یکی از اعضای تیم ملی ایتالیا بود و به مدال طلا دست یافت.